# Renacer (álbum de Sphinx)
Renacer es el cuarto álbum de estudio de la banda española de heavy metal Sphinx y fue publicado por la discográfica Avispa Records en formato de disco compacto en 2008.

## Grabación
Sphinx firmó contrato con el sello discográfico Avispa Music en febrero de 2006, sin embargo  el guitarrista Justi Bala sufrió una lesión cervical lo cual lo orilló a dejar la banda temporalmente a mediados de ese año, siendo reemplazado por Juanma Patrón. No obstante, Bala pudo regresar para iniciar las grabaciones de un nuevo material discográfico. A diferencia de su disco anterior, Renacer fue grabado en dos distintos estudios, La Nave en Cádiz, y M20 en Madrid. En el primero se grabaron la batería, el bajo, las guitarras y los teclados entre abril y mayo de 2007, mientras que en el segundo se grabaron las voces y percusiones en el mes de junio del mismo año; además, los trabajos de mezcla y masterización del álbum se efectuaron allí.

## Lista de canciones
| N.º   | Título                                     | Escritor(es)                      | Duración |  |
| 1.    | «Maldita ilusión»                          | Manuel Rodríguez / Santi Suárez   | 4:29     |  |
| 2.    | «Hoy»                                      | Rodríguez / Suárez                | 4:39     |  |
| 3.    | «Destino sin fe»                           | Justi Bala                        | 4:27     |  |
| 4.    | «Sucia realidad»                           | Manuel Rodríguez                  | 5:15     |  |
| 5.    | «Hijos del terror»                         | Rodríguez / José Pineda           | 5:12     |  |
| 6.    | «Hombres de salvación»                     | Rodríguez / Bala / Carlos Delgado | 4:14     |  |
| 7.    | «Princesa de papel»                        | Rodríguez / Suárez                | 5:35     |  |
| 8.    | «Un trozo de mi ser»                       | Justi Bala                        | 3:37     |  |
| 9.    | «El llanto de Isis»                        | Rodríguez / Bala                  | 4:42     |  |
| 10.   | «Mar de esperanzas» (canción instrumental) | Rodríguez / Suárez                | 4:05     |  |
| 11.   | «Nuevo mundo»                              | Manuel Rodríguez                  | 4:20     |  |
| 12.   | «Sentencia futura»                         | Manuel Rodríguez                  | 4:38     |  |
| 55:13 |                                            |                                   |          |  |

## Créditos

### Sphinx
- Manuel Rodríguez — voz, teclados y programaciones.
- Justi Bala — guitarra.
- Santi Suárez — guitarra.
- José Pineda — bajo.
- Carlos Delgado — batería.

### Músico adicional
- Miguel Ángel Sanz — percusiones (en las canciones «El llanto de Isis» y «Nuevo mundo»).

### Personal de producción
- Manuel Rodríguez — productor, ingeniero de audio y mezcla.
- Hadrien Frégnac — ingeniero de audio.
- David Martínez — ingeniero de audio y masterización.
- Miguel Ángel Sanz — ingeniero de audio.
- Jorge Pérez — diseño de portada.
- Juan Miguel Rodríguez — diseño gráfico.
- Alicia Domínguez — fotografía.